# San Giovanni l'Agnello
Giovanni, detto l'Agnello, al secolo Joannes Agnus (Huy, ... – Maastricht, VII secolo), è stato un vescovo belga, venerato come santo dalla Chiesa cattolica. La sua ricorrenza è il 25 luglio.
Vissuto nel VII secolo, fu il 25º vescovo di Tongeren-Maastricht.

## Biografia
Il suo nome compare nella lista dei vescovi di Tongeren-Maastricht redatta dal monaco Erigerio di Lobbes alla fine del X secolo nelle Gesta episcoporum Leodensium. Il suo nome si trova al 25º posto di tale lista tra i vescovi Evergiso e Amando.
Secondo le Gesta, l'agricoltore Giovanni l'Agnello, figlio di un ricco proprietario terriero a Tihange, vicino a Huy, Belgio, fu scelto a succedere ad Amando all'epoca dei re Clotario II e Dagoberto I, cioè in un'epoca imprecisata tra il 623 e il 639.
Secondo il racconto delle Gesta, mentre coltivava i campi, Giovanni fu avvicinato da uno sconosciuto in abiti da pellegrino che gli annunciò, a nome di Dio, la sua elezione a vescovo. Ritenendosi indegno di esercitare questo incarico esclamò: "Per me è tanto impossibile essere un vescovo, ché questo bastone possa rinascere, fiorire e dare frutti". Dicendo queste parole, piantò il bastone nel terreno e immediatamente fu ricoperto di fogliame e di frutti.
Redazioni successive alla prima edizione delle Gesta, gli attribuiscono il soprannome di Agnus, l'Agnello.
Giovanni morì nel VII secolo a Maastricht dopo sei anni di episcopato. Secondo il suo desiderio, fu sepolto nella cappella che aveva eretto in una torre del castello di Huy, cappella dedicata ai Santi Cosma e Damiano.